# Huinan
För andra betydelser, se Huinan (olika betydelser).
Huinan, tidigare stavat Hweinan, är ett härad som lyder under Tonghuas stad på prefekturnivå i Jilin-provinsen i nordöstra Kina. Det ligger  omkring 180 kilometer sydost om provinshuvudstaden Changchun. 